# Усть-Пахачі (аеропорт)
Усть-Пахачі (ICAO: UHPA) — місцевий аеропорт, розташований за 2 км на захід від с. Усть-Пахачі у Камчатському краї.
Летовище аеропорту здатне приймати літаки типу Ан-24, Ан-26, Ан-30, Ан-72, Ан-74, Як-40 та гелікоптери всіх типів. Макимальна вага літака (гелікоптера) — 25 т (взимку — 30,5 т).  